# Neurigona concaviuscula
Neurigona concaviuscula är en tvåvingeart som beskrevs av Yang 1999. Neurigona concaviuscula ingår i släktet Neurigona och familjen styltflugor. Inga underarter finns listade i Catalogue of Life.